# Literatura lapońska
Literatura lapońska, literatura saamska – literatura w języku północnolapońskim, tworzona przez ludność saamską zamieszkującą Sápmi, krainę historyczno-geograficzną w Europie Północnej obejmującą północne krańce Norwegii, Finlandii, Rosji (Płw. Kolski) oraz Szwecji.

## Ogólna charakterystyka
Literatura saamska nie ma długiej tradycji piśmienniczej, jako że charakterystyczne dla kultury Saamów jest tradycja mówiona. Literatura ludowa opiera się przede wszystkim o baśnie, muzykę ludową, przysłowia i zagadki. Literatura saamska jest obecnie tworzona w różnych językach saamskich.
Specyficznym gatunkiem lirycznym dla Saamów jest joik, który czerpie motywy z legend i baśni. Joik wywodzi się z saamskich rytuałów religijnych, ale współcześnie powstają one, by wyrażać emocje. Joiki są tworzone  z okazji ważnych uroczystości, takich jak ślub, pogrzeb.

## Zarys historyczny

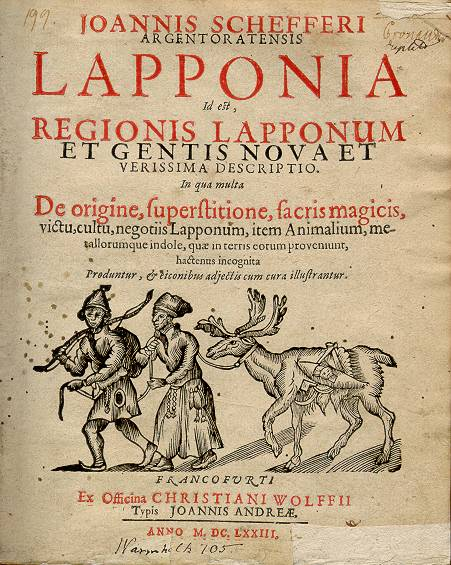
Lapponia autorstwa Johannesa Schefferusa, wydana w 1673 roku, zawiera dwa wiersze po saamsku

Za ojca współczesnej literatury lapońskiej uważa się norweskiego Lapończyka Johana Turiego (1854–1936), który książką Muitalus sámiid birra (Książka o Lapończykach) wydaną w roku 1910 osiągnął dużą popularność. Została ona przetłumaczona na język duński, niemiecki, szwedzki, angielski, francuski, włoski, węgierski, fiński i japoński.
Śladami Turiego poszli inni, m.in. Anders Larsen (1870–1949), Pedar Jalvi (1888–1916), Isak Saba (1875–1921) i Aslak Guttorm, autorzy poezji i opowiadań. Podobnie jak powieść Anty Piraka (wędrownego nauczyciela, a później hodowcy reniferów) pt. Życie wędrownego Lapończyka (1933, 1937) opowiadają one o życiu ludu.
Duże zainteresowanie wzbudziła wydana w 1938 książka Nilsa Nilssona Skuma (1872–1951) Same sita (Lapońska wieś), która w stu rysunkach i tekście objaśniającym przedstawia różne momenty hodowli reniferów.
W życiu naukowym sławę zyskał sobie Israel Ruong, który w (napisanej po niemiecku) rozprawie doktorskiej (w 1943 roku) opracował problemy lapońskiej koniugacji.

## Współcześnie
W 1984 roku po raz pierwszy pojawiła się możliwość nominowania utworów po saamsku do Nagrody Literackiej Rady Nordyckiej. W 1991 roku Nils-Aslak Valkeapää jako pierwszy twórca piszący po saamsku otrzymał tę nagrodę za książkę Beaivi, Áhčážan ("Słońce, mój ojciec"). Inni współcześni saamscy pisarze nominowani do tej nagrody to poeci Rauni Magga Lukkari, Inger-Mari Aikio-Arianaick, Rosmare Huuva, Rawdna Carita Eira, Sigbjørn Skåden, Ristin Sokki, Synnøve Persen, jak również prozaik Jovnna-Ánde Vest.